# Dahme/Mark
Dahme/Mark település Németországban, azon belül Brandenburgban. Lakosainak száma 4863 fő (2023. december 31.).

## Fekvése
Cottbustól északnyugatra fekvő település.

## Története
Dahme nevét először 1186-ban említették először egy várkastély központjaként, melyet ebben az időben Magdeburg érseke szerzett meg, aki így terjesztette ki Jüterbog uralmát. Kb. 1150 és 1300 között a flemingusok Berlinből délre költöztek, ahol falvakat és városokat alapítottak. Dahme-ban máig maradtak fenn a régi flamand szokásokból. 1265 Dahme-t ismét megemlítették egy dokumentumban. A prágai béke miatt 1635-ben Dahme Kursachsenhez és 1815-ben a bécsi Prussia kongresszusának köszönhetően Brandenburg tartományba és a Jüterbog-Luckenwalde körzetbe került. Így a "Mark" hozzáadásával kellett megkülönböztetni, mivel már létezett Dahme Holstein-ban, Poroszországban. 1952 és 1990 között Dahme az NDK Cottbus Luckau körzetéhez tartozott.

## Nevezetességek
- Városháza (Rathaus)
- Vogelthurm

## Itt születtek, itt éltek
- Georg Buchholzer (1503-1566 körül), evangélikus teológus és reformátor
- Abraham Buchholzer (1529-1584), történész
- Johann Gottfried Leschnert (1681-1747), pedagógus és történész
- Otto Unverdorben (1806-1873), kereskedő és gyógyszerész, az anilin felfedezője
- Christian Gottlieb Teichelmann (1807-1888), misszionárius és nyelvész
- Friedrich Wilhelm Kullrich (1821-1887), éremgyűjtő. A Dahmeri museum az ő medálainak gyűjteményét tartalmazza.
- Max Jacob (1849-1921), építész
- Wilhelm Schulze-Rose (1872-1950), festő

## Galéria

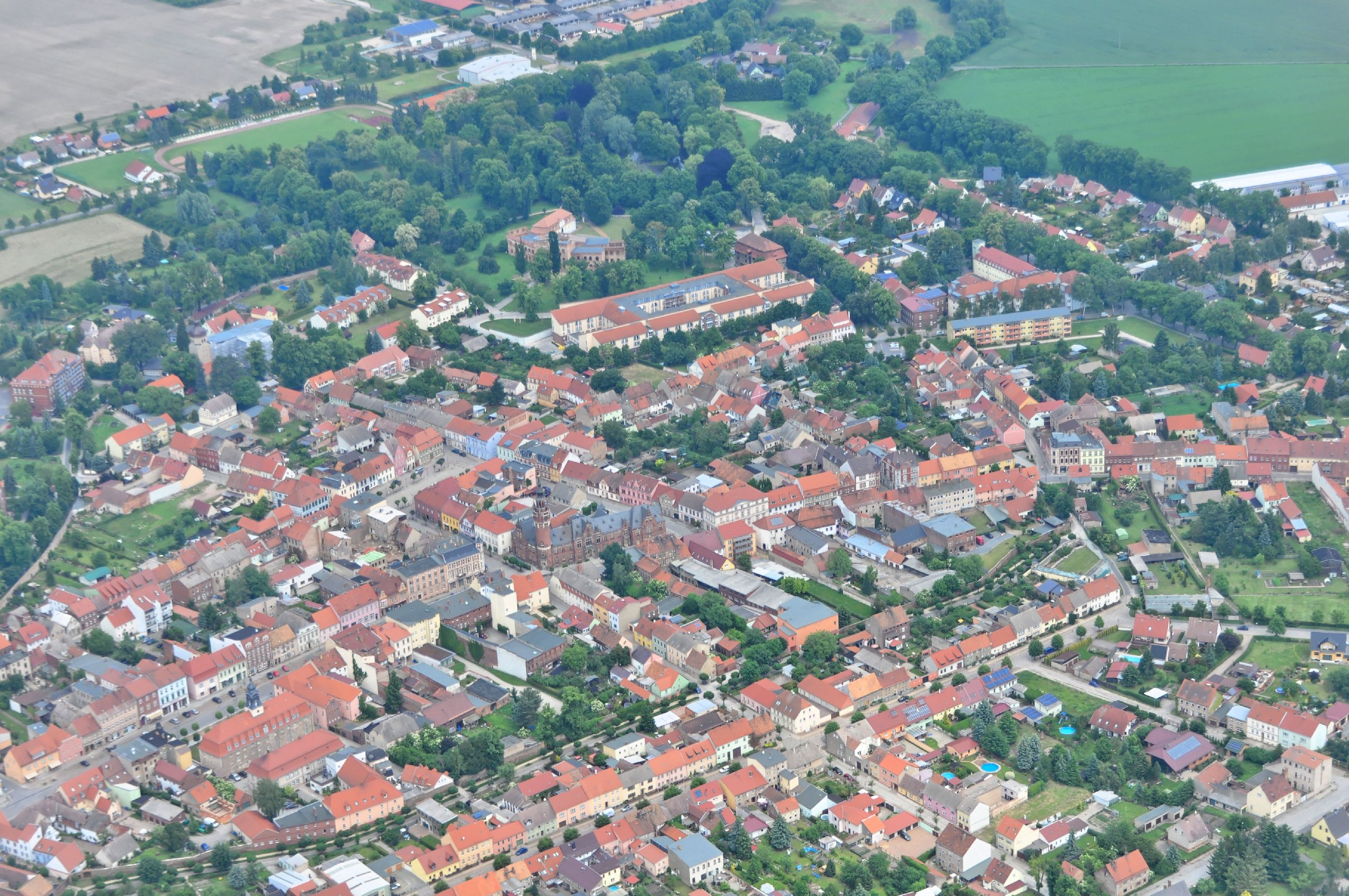
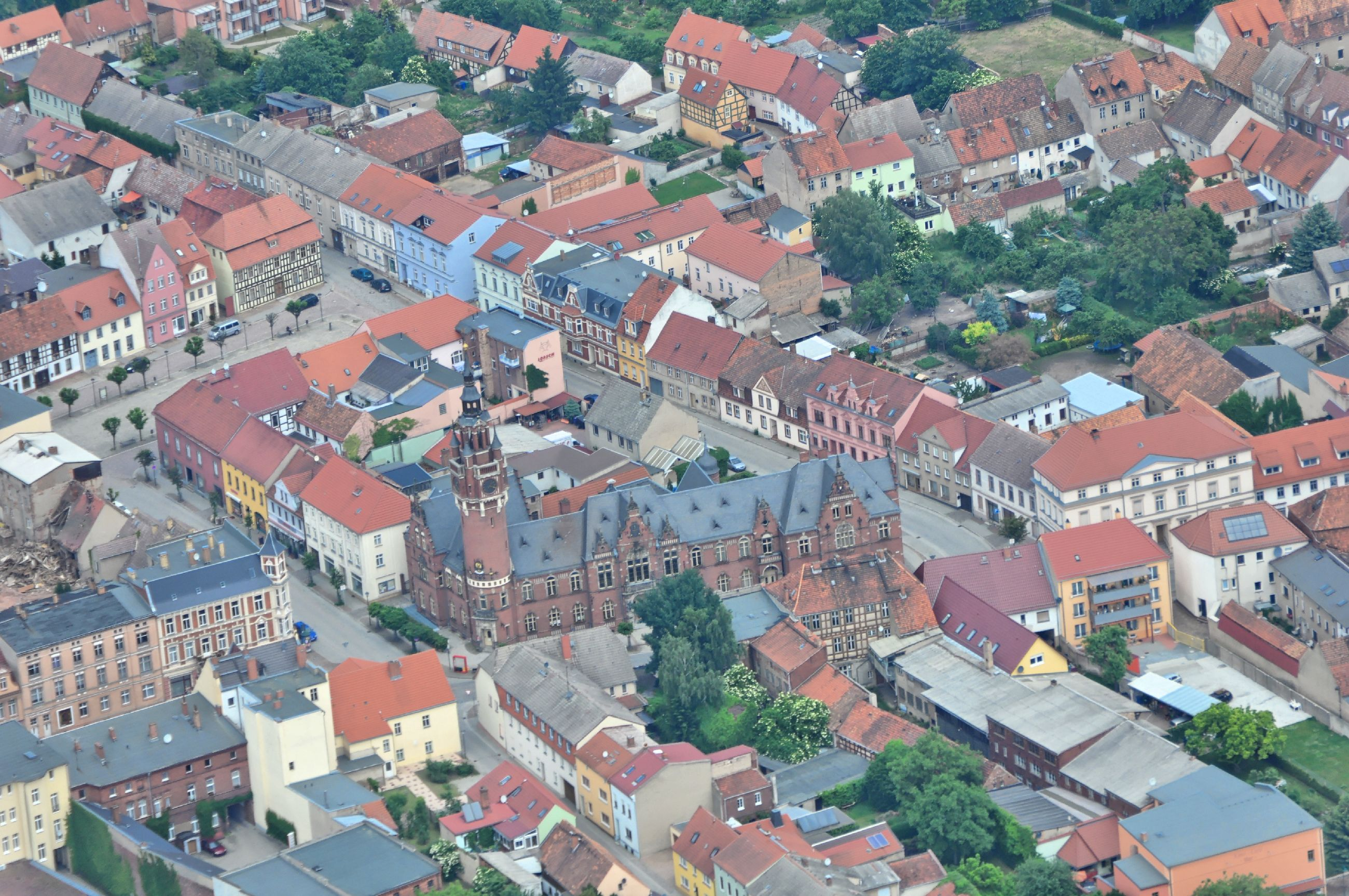
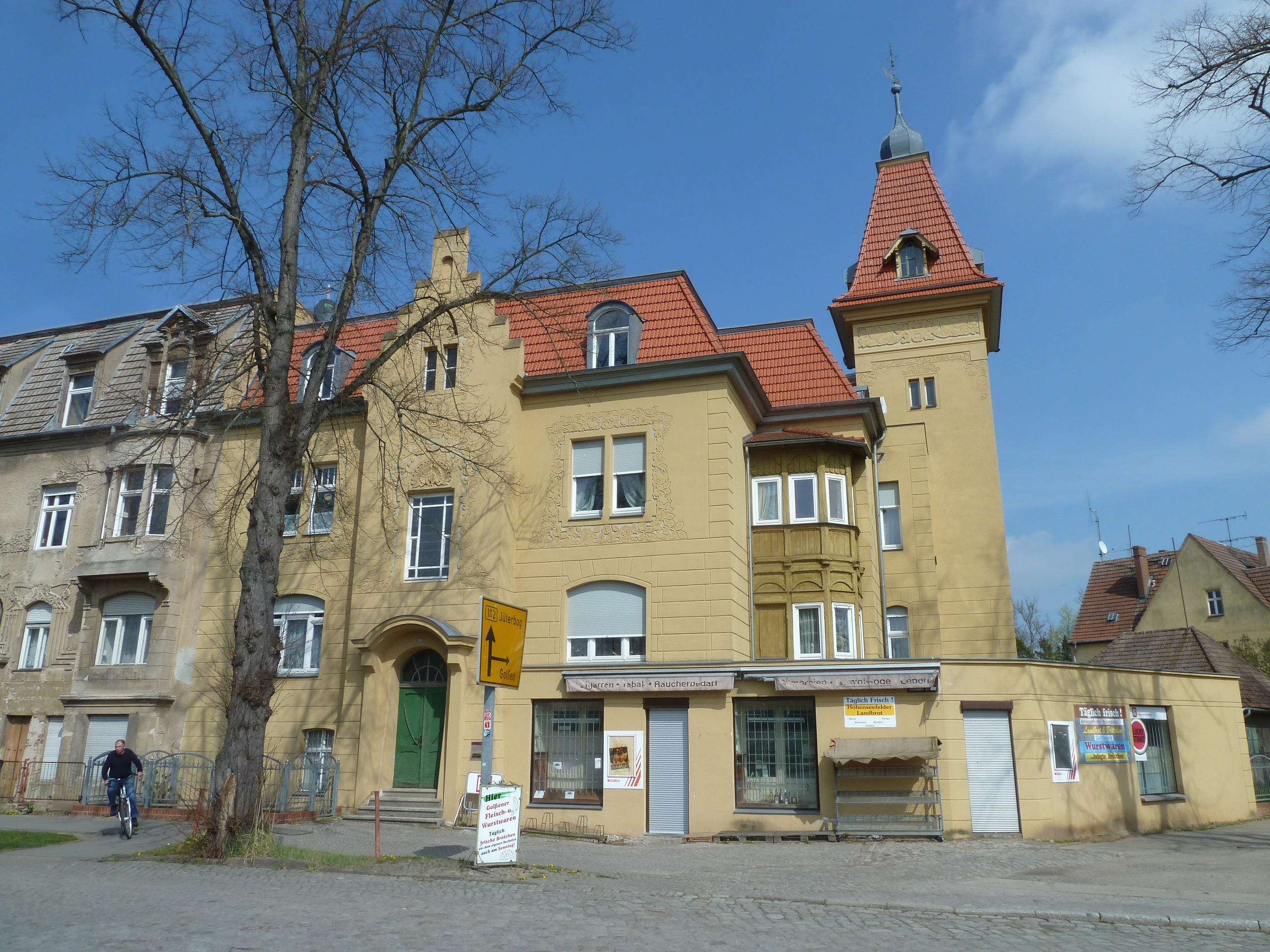
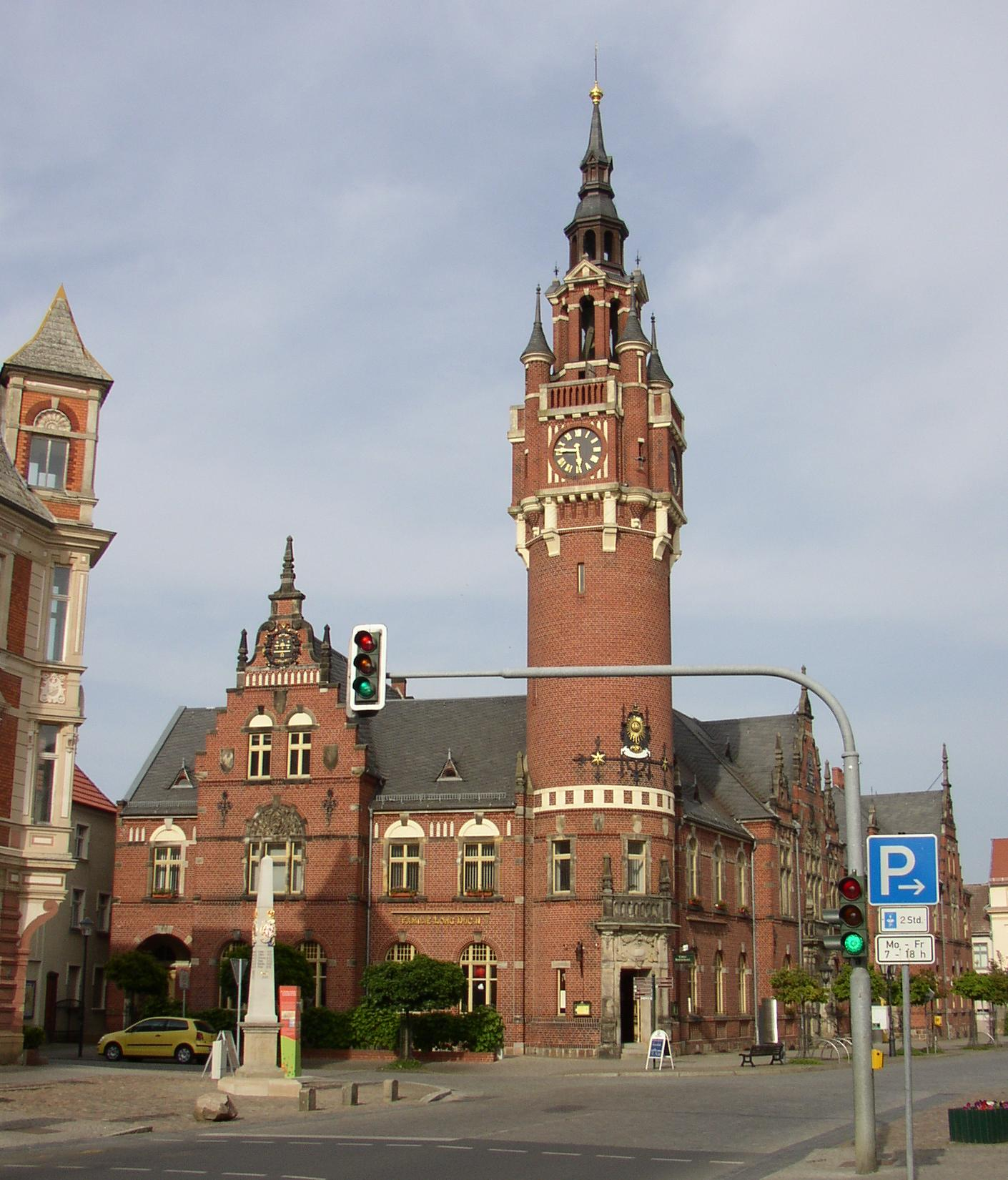
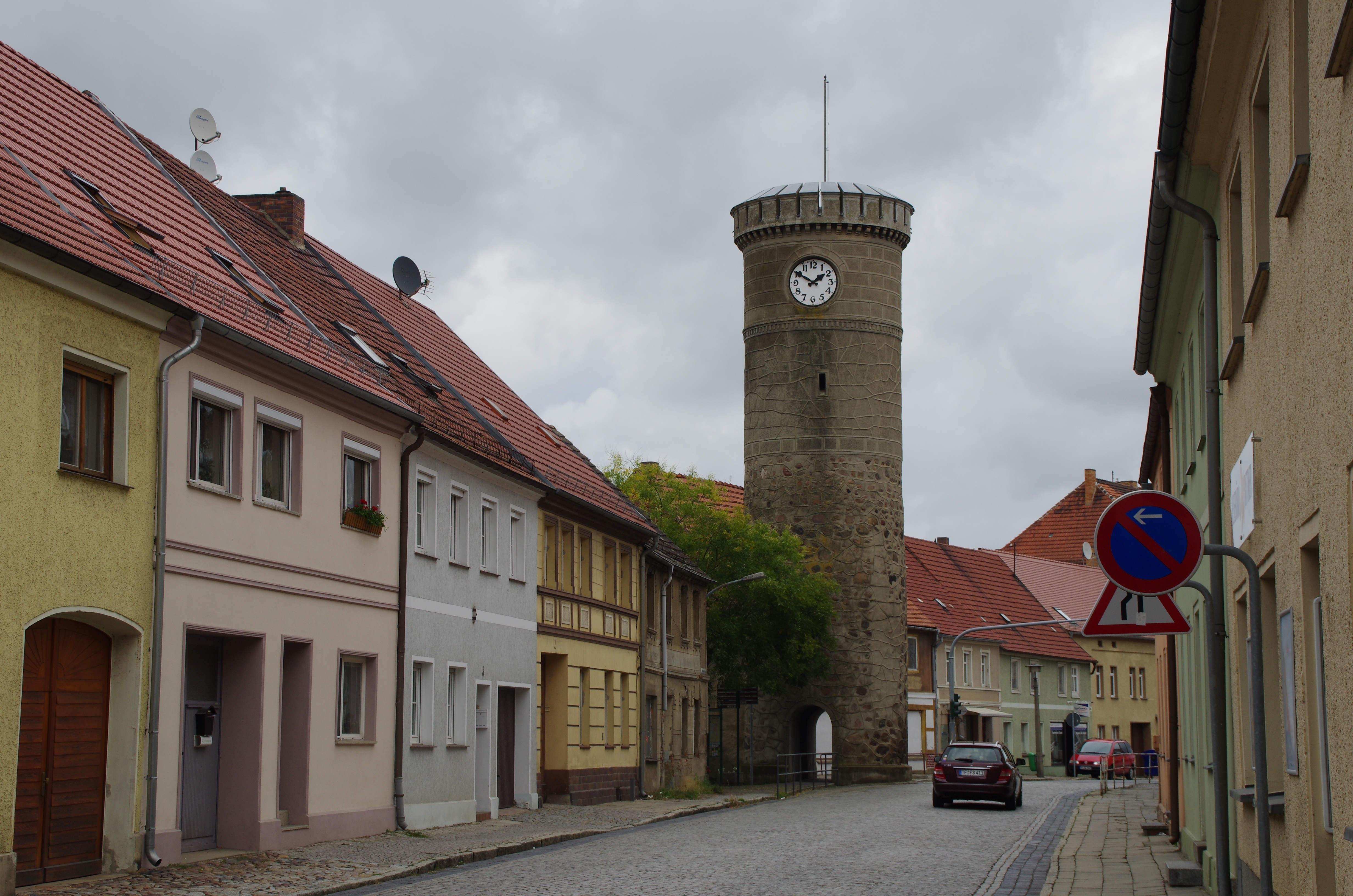
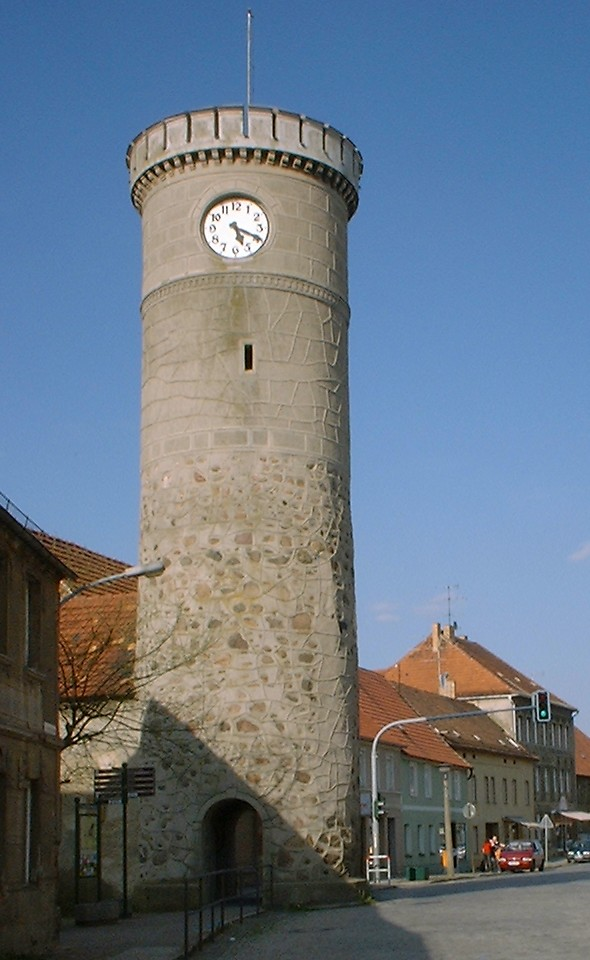
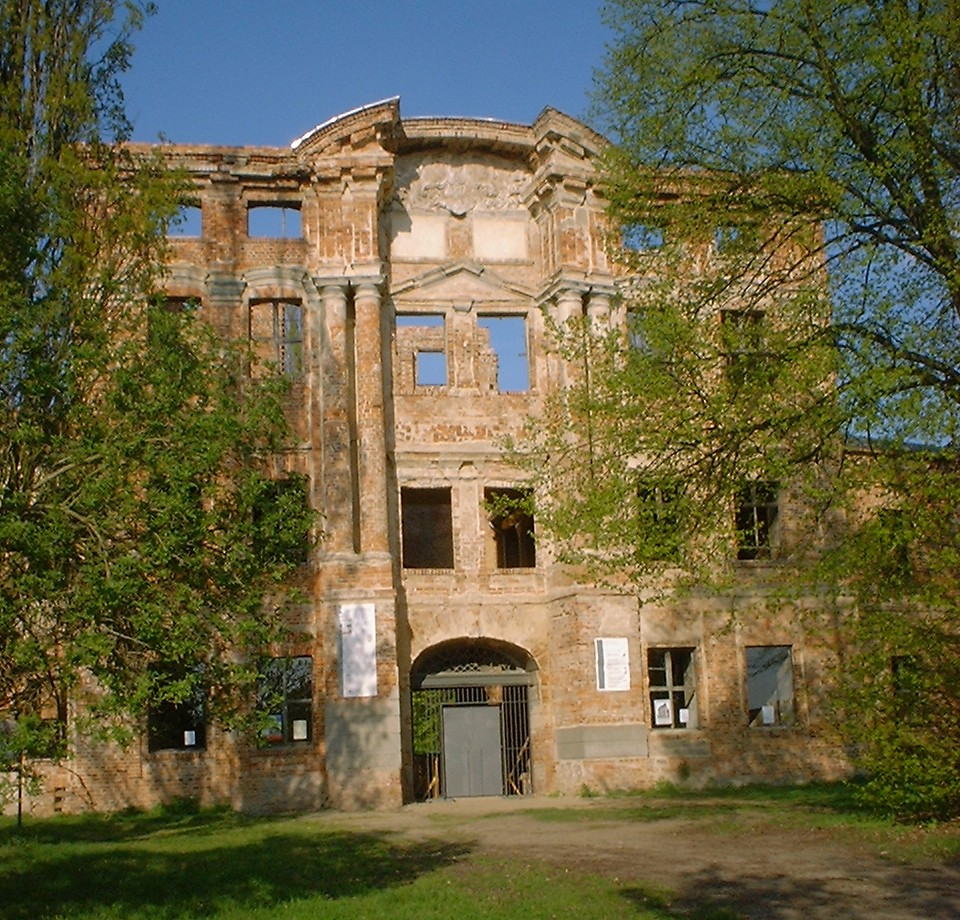
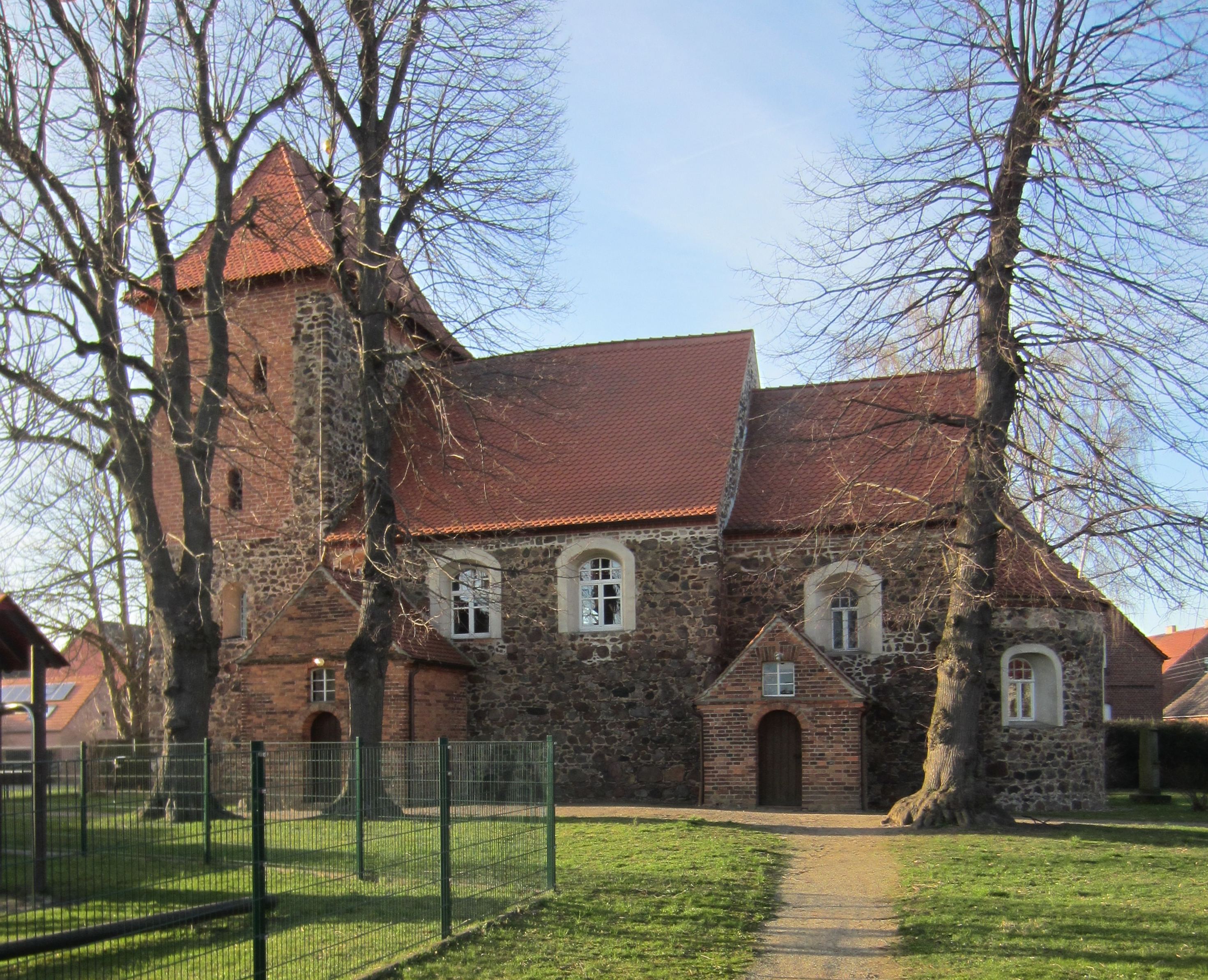
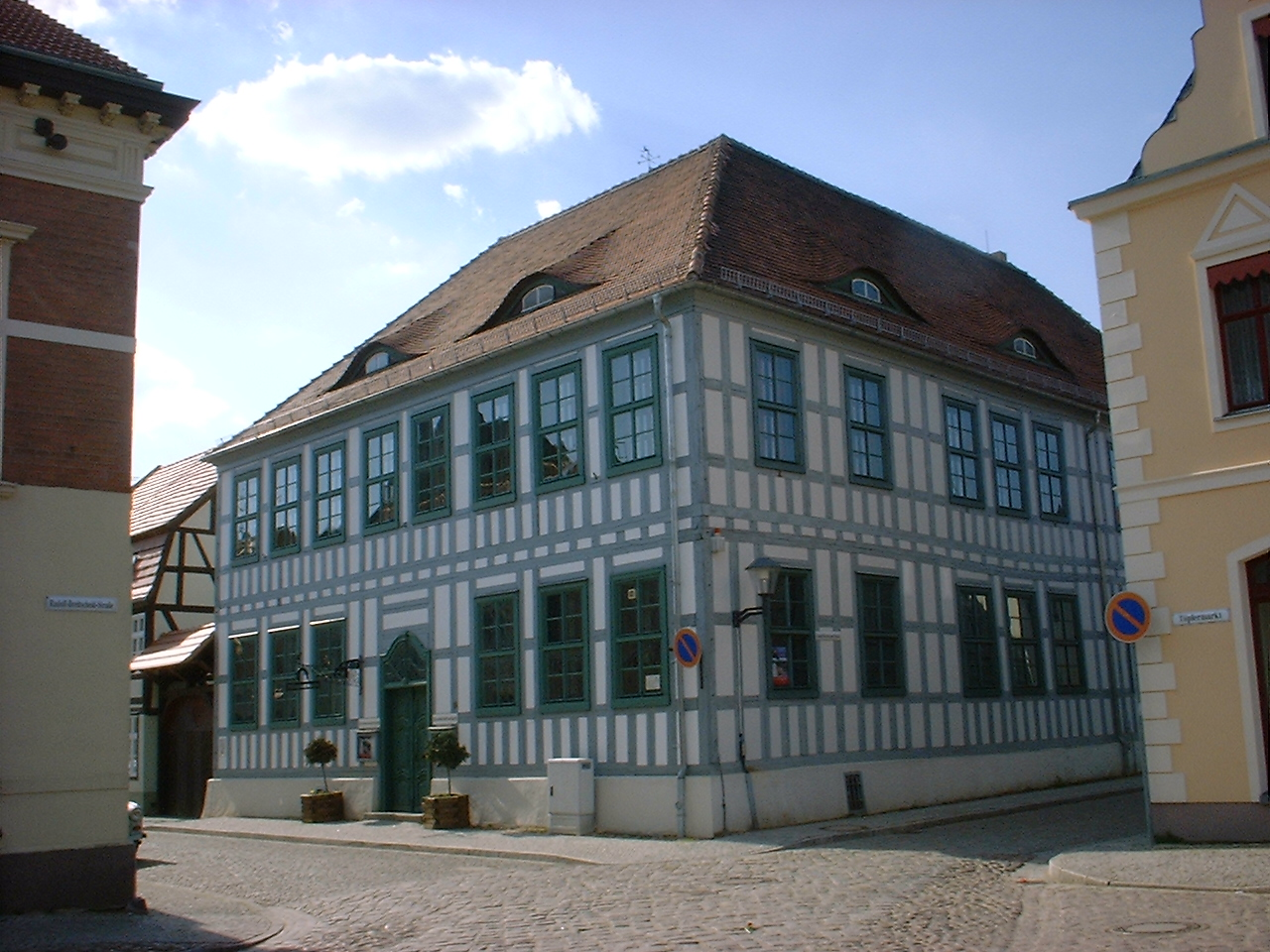
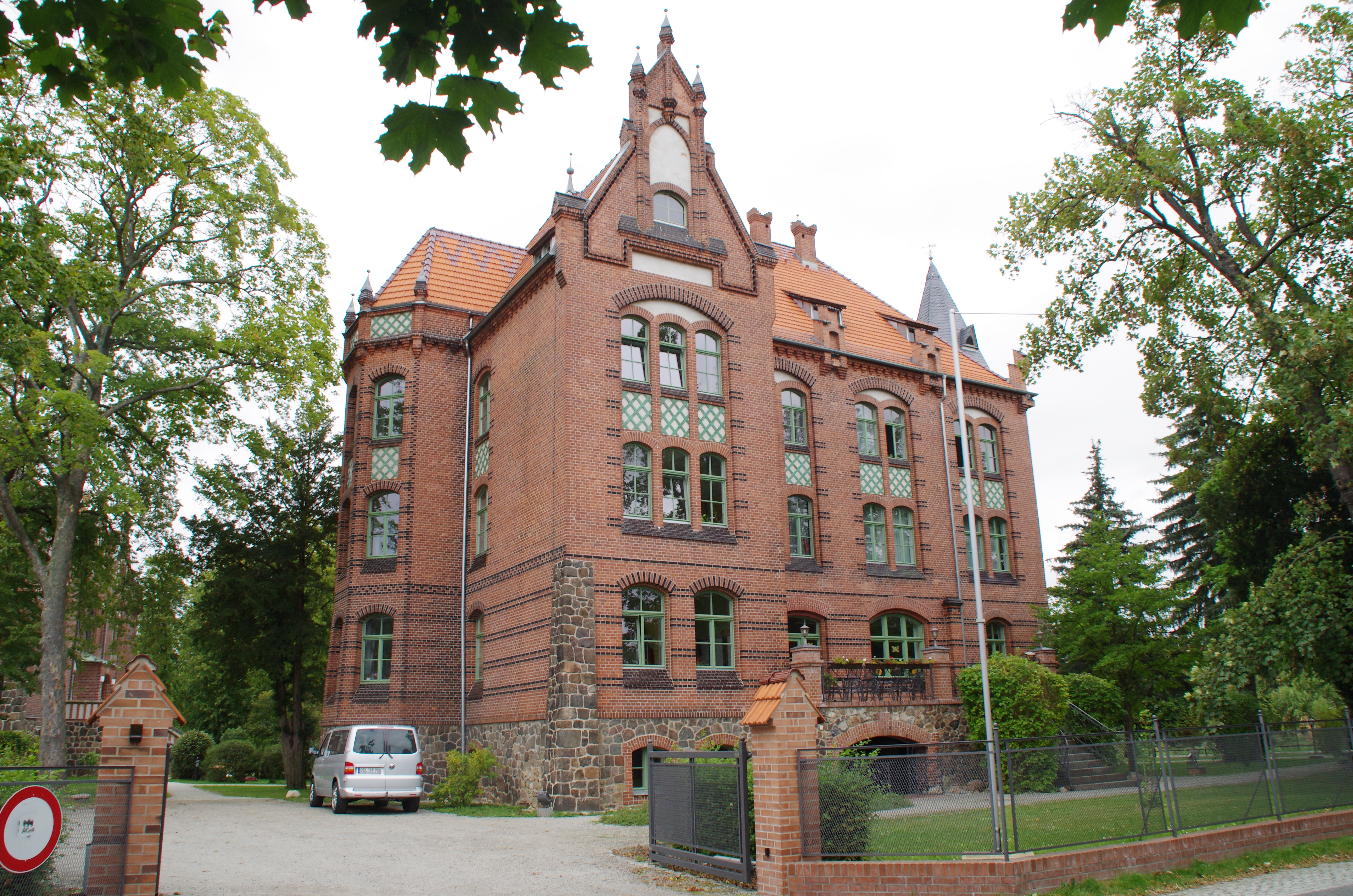
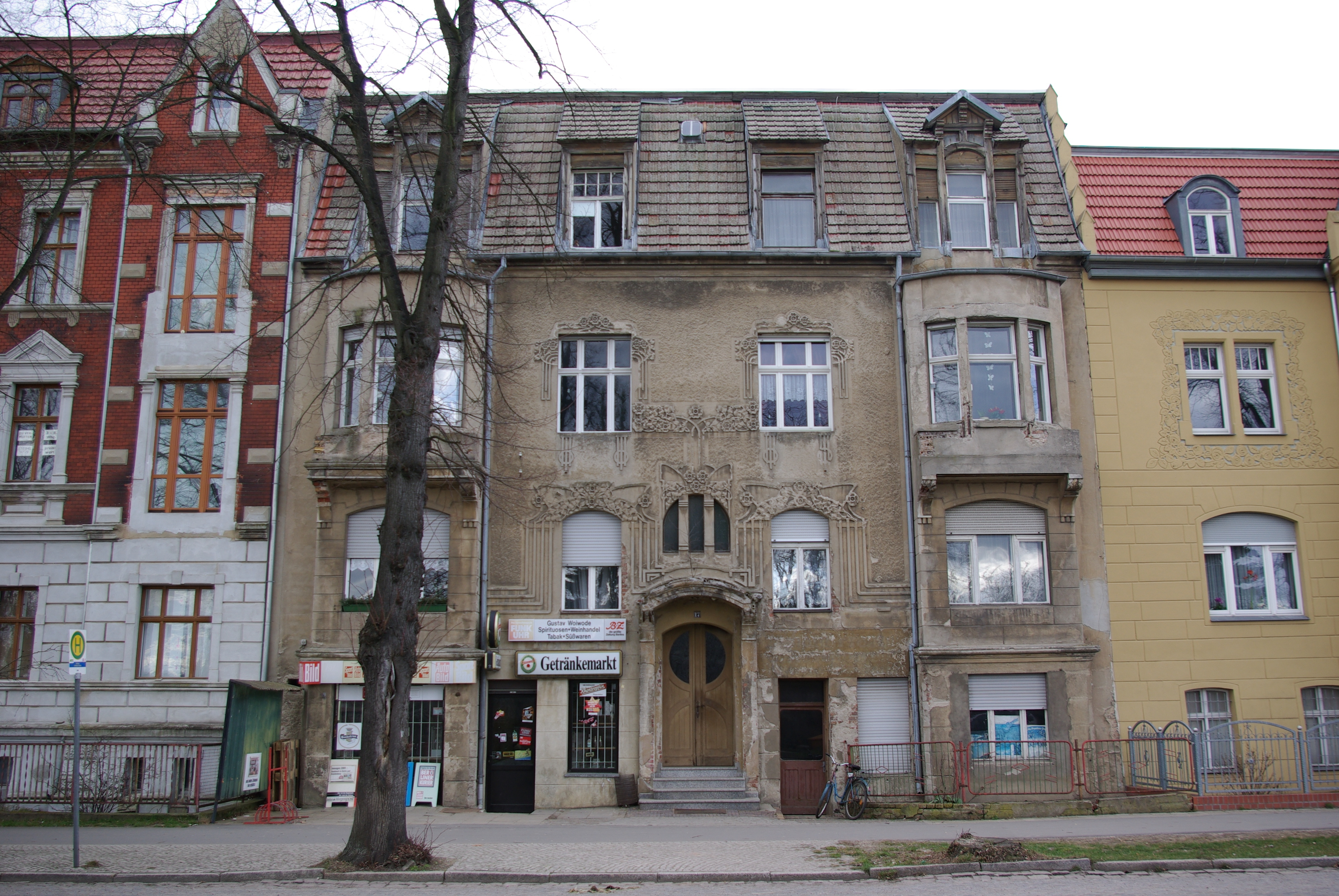
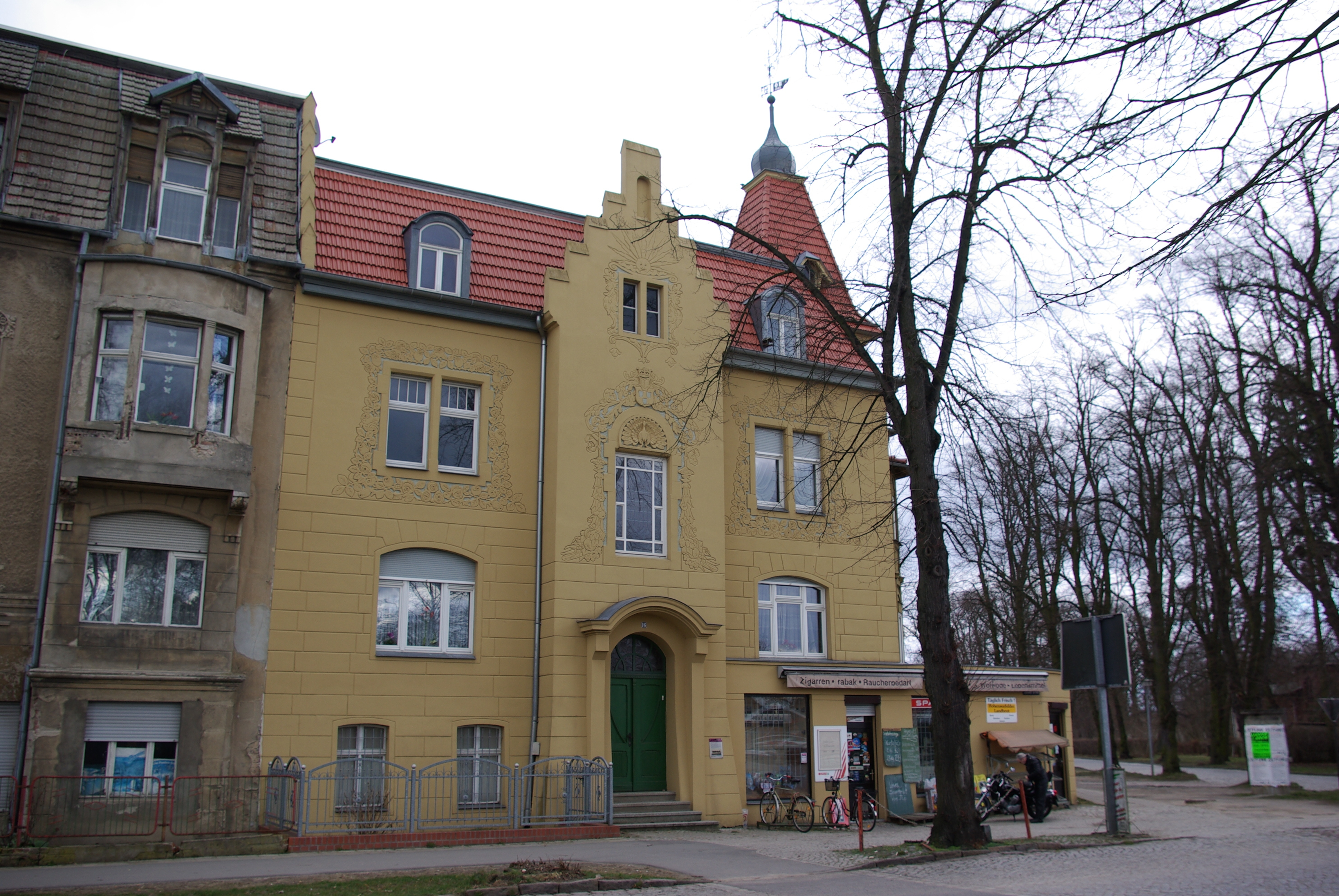
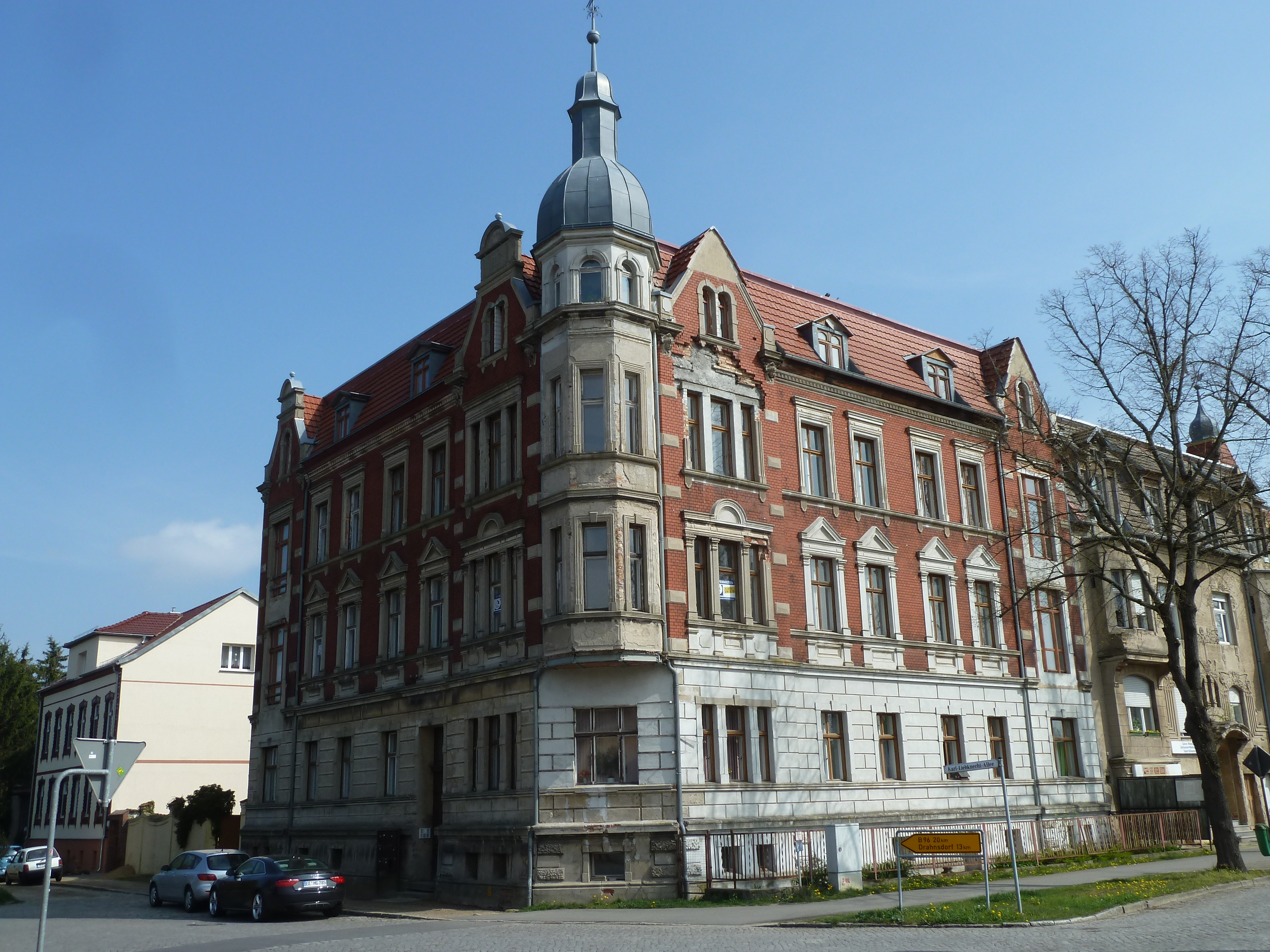
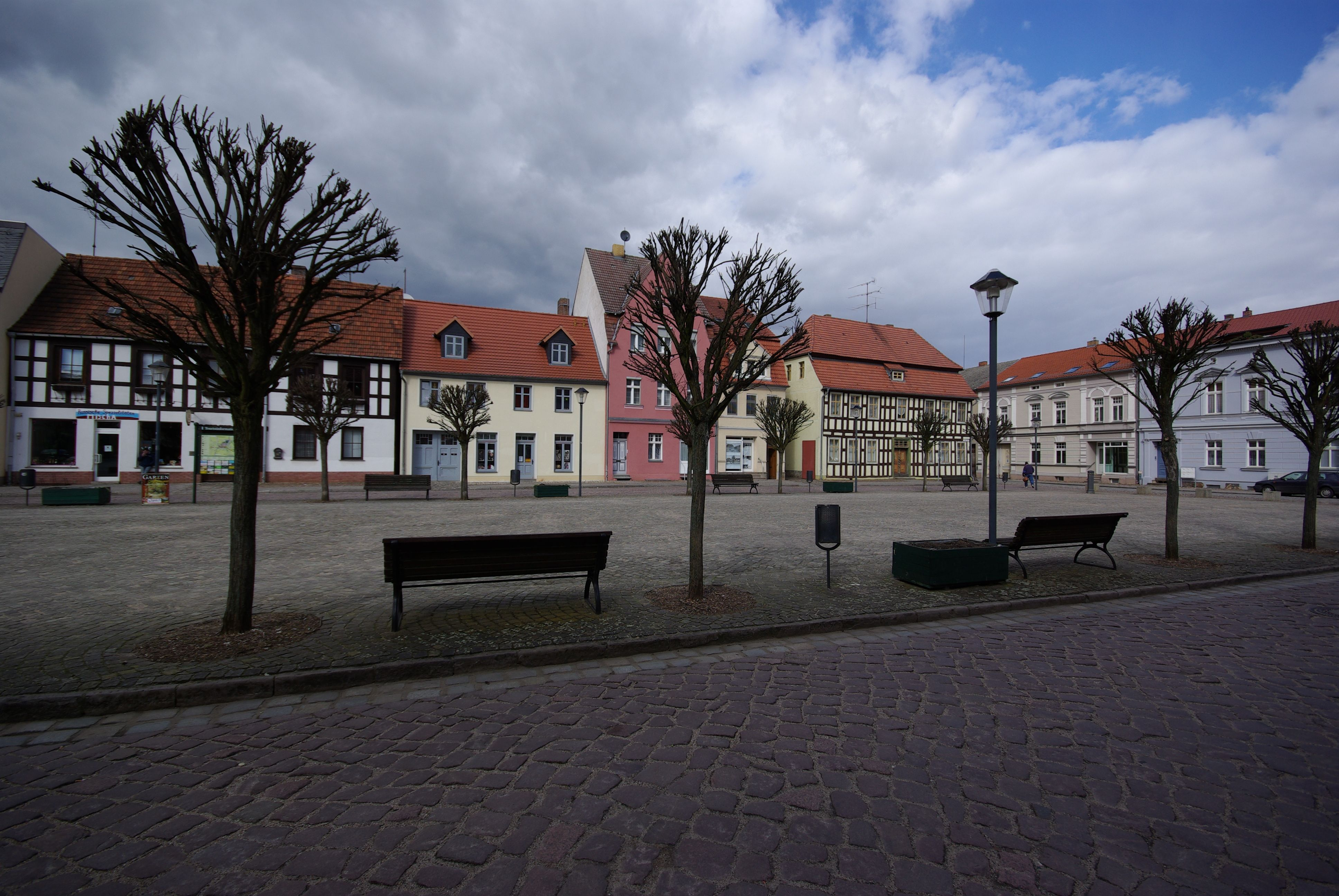
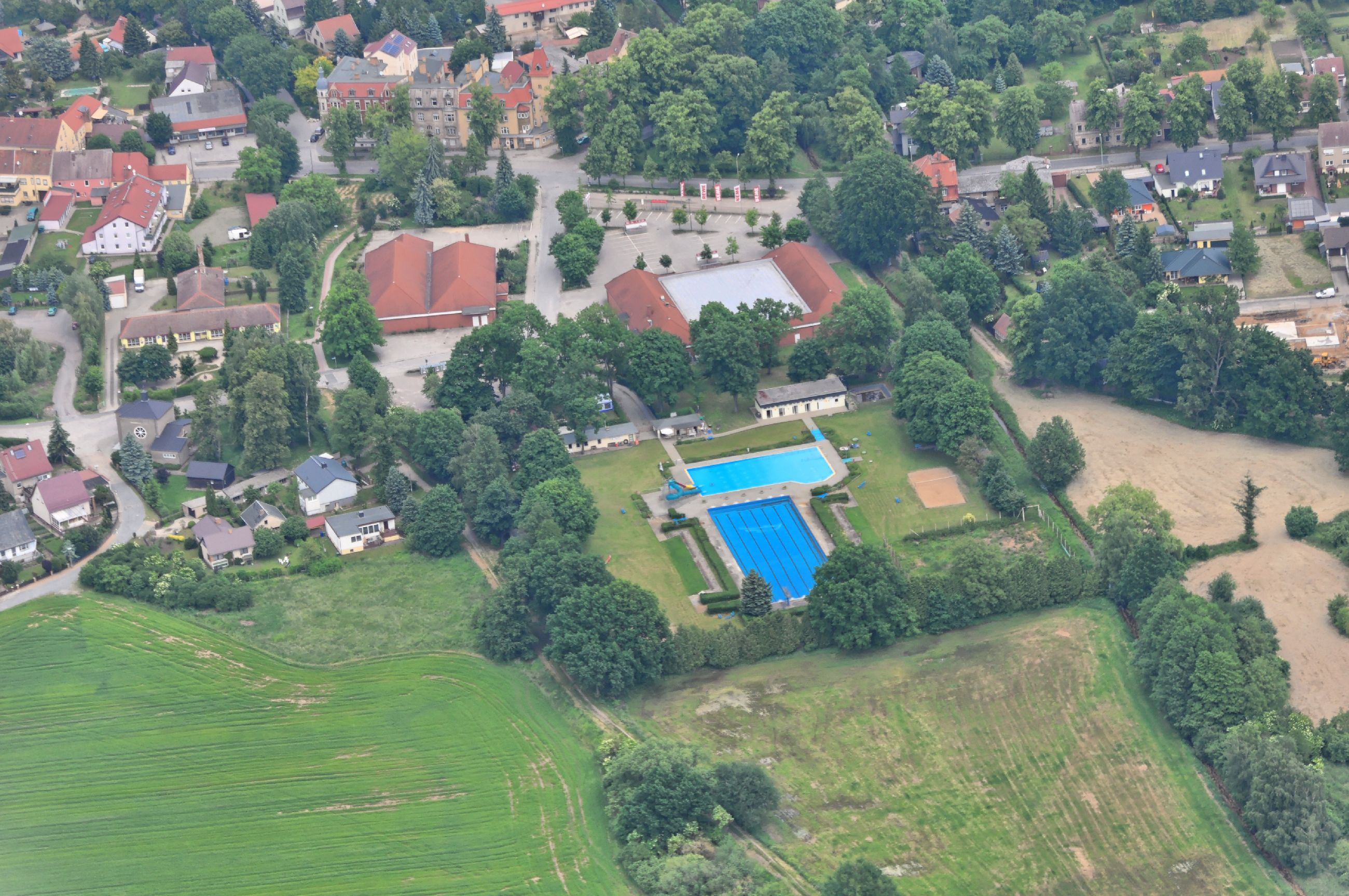
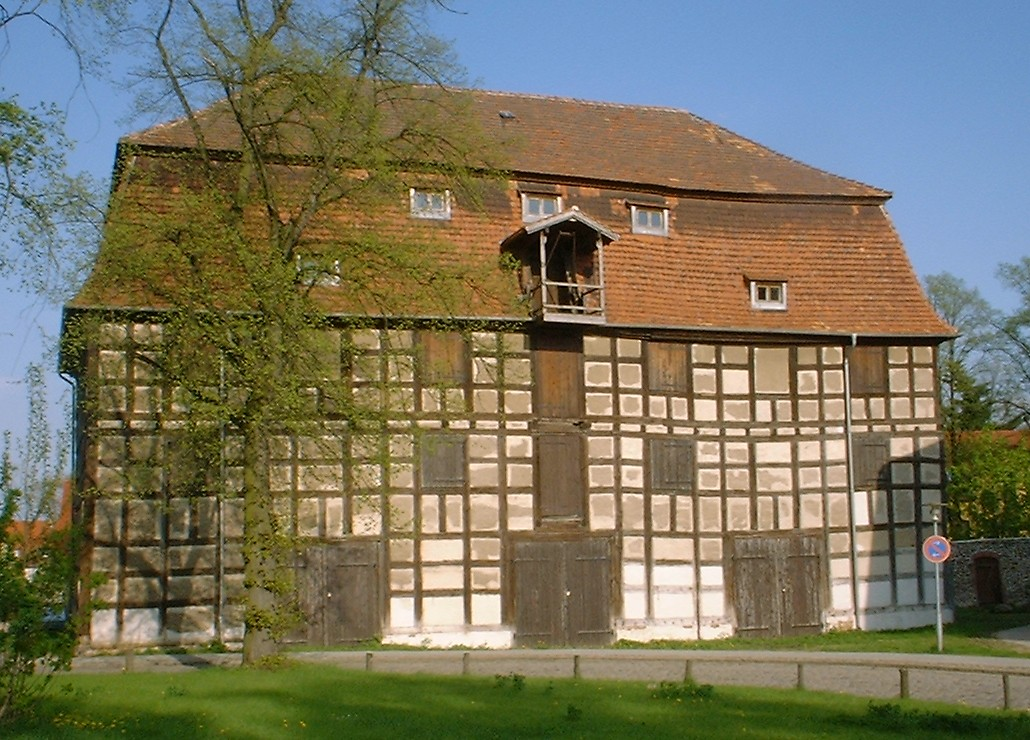

## Népesség
A település népességének változása:
| Lakosok száma | 5253 | 5194 | 5113 | 4930 | 4897 | 4805 | 4868 | 4863 |
|               | 2012 | 2013 | 2014 | 2017 | 2019 | 2021 | 2022 | 2023 |